# Jens Zander
Jens Zander, född 6 juli 1955 i Lütjenburg i Tyskland, är professor emeritus i radiokommunikation på KTH.  
Zander var Skolan för elektroteknik och datavetenskaps förste skolchef (2018–2021). Han var tidigare avdelningschef för Kommunikationssystem (COS) och skolchef på Skolan för informations- och kommunikationsteknik (2013–2017). Han var även forskarutbildningsansvarig samt en av grundarna för forskningscentret Wireless@KTH där han var chef 2003–2012 och forskningschef 2012–2017.

## Biografi
Zander blev civilingenjör i teknisk fysik 1979, och avlade doktorsexamen i datatransmission vid Linköpings universitet 1985. Han var sedan en av grundarna till företaget Sectra. År 1989 blev han utnämnd till professor på KTH och chef för radiokommunikationslaboratoriet. Han var adjungerad forskningschef på Totalförsvarets forskningsinstitut (FOI) 1992–2021, och har haft olika styrelseuppdrag i bland annat Teracom 1992–2001 samt Post- och telestyrelsen 2005–2021. Zander är sedan 2001 även ledamot i Kungliga Ingenjörsvetenskapsakademien (IVA) och i Vetenskapsrådets råd för forskningens infrastruktur (VR/RFI) 2011–2013. 
År 2014 utnämndes han till hedersdoktor vid Aalto-universitetet.
Zander gick i pension 2023, och är sedan 2021 ordförande i föreningen Sveriges Sändareamatörer (SSA). Han är svensk medborgare sedan 1968.